# Heggholmen
Heggholmen est une île norvégienne se situant dans la Mer du Nord.Elle était auparavant une île dans l'intérieur du fjord d'Oslo, mais au cours des dernières décennies, elle a été reliée à Gressholmen et Rambergøya par des enrochements.
Le phare le plus ancien de l'Oslofjord intérieur est le phare de Heggholmen à la pointe nord vers Skibsløpet. Le phare et les autres vestiges d'installations industrielles sont protégés en tant que monuments culturels.
La zone autre que les cabines a été restaurée entre 2005 et 2008 sous les auspices du patrimoine naturel norvégien.  Cette zone a ensuite été protégée en tant que réserve naturelle en juin 2008.